# Bartholomew Roberts
Bartholomew Roberts (født John Roberts, den 17. maj 1682, død 10. februar 1722) var en walisisk pirat også kendt som Black Bart, dette navn blev dog aldrig brugt i hans levetid. Roberts var en af 1700-tallets mest frygtede og succesfulde pirater. På kun 4 år angreb og erobrede han omkring 470 skibe og plyndrede på den afrikanske kyst, Brasilien og Newfoundland. 
Roberts blev dræbt i 1722 uden for Cape Lopez i Gabon i en kamp mod kaptajn Chaloner Ogle på skibet HMS Swallow. Store dele af Roberts besætning blev taget til fange og 52 af dem henrettet ved hængning.